# Doris Klawunde

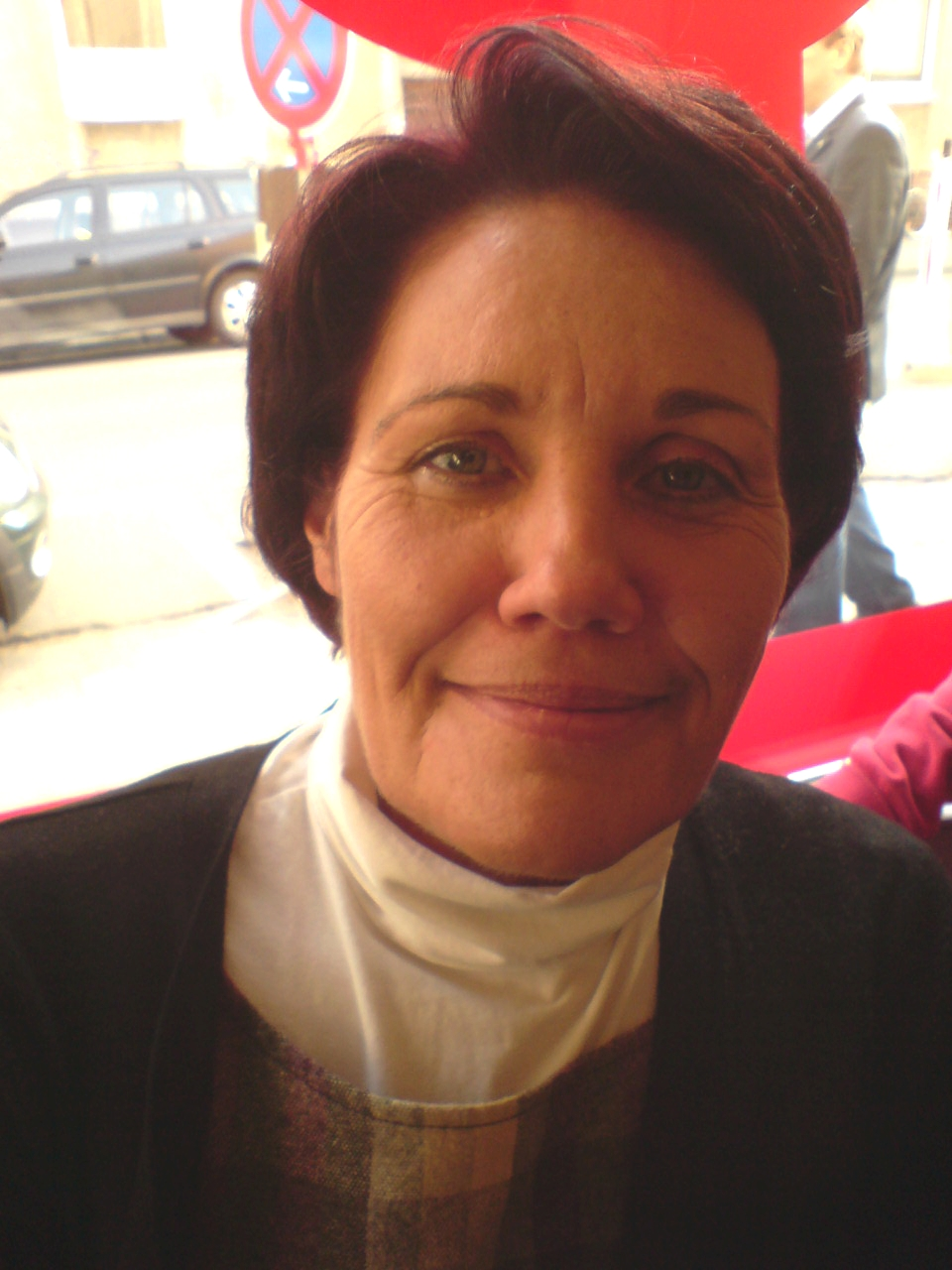
Doris Klawunde, Porträt mit Gegenlicht

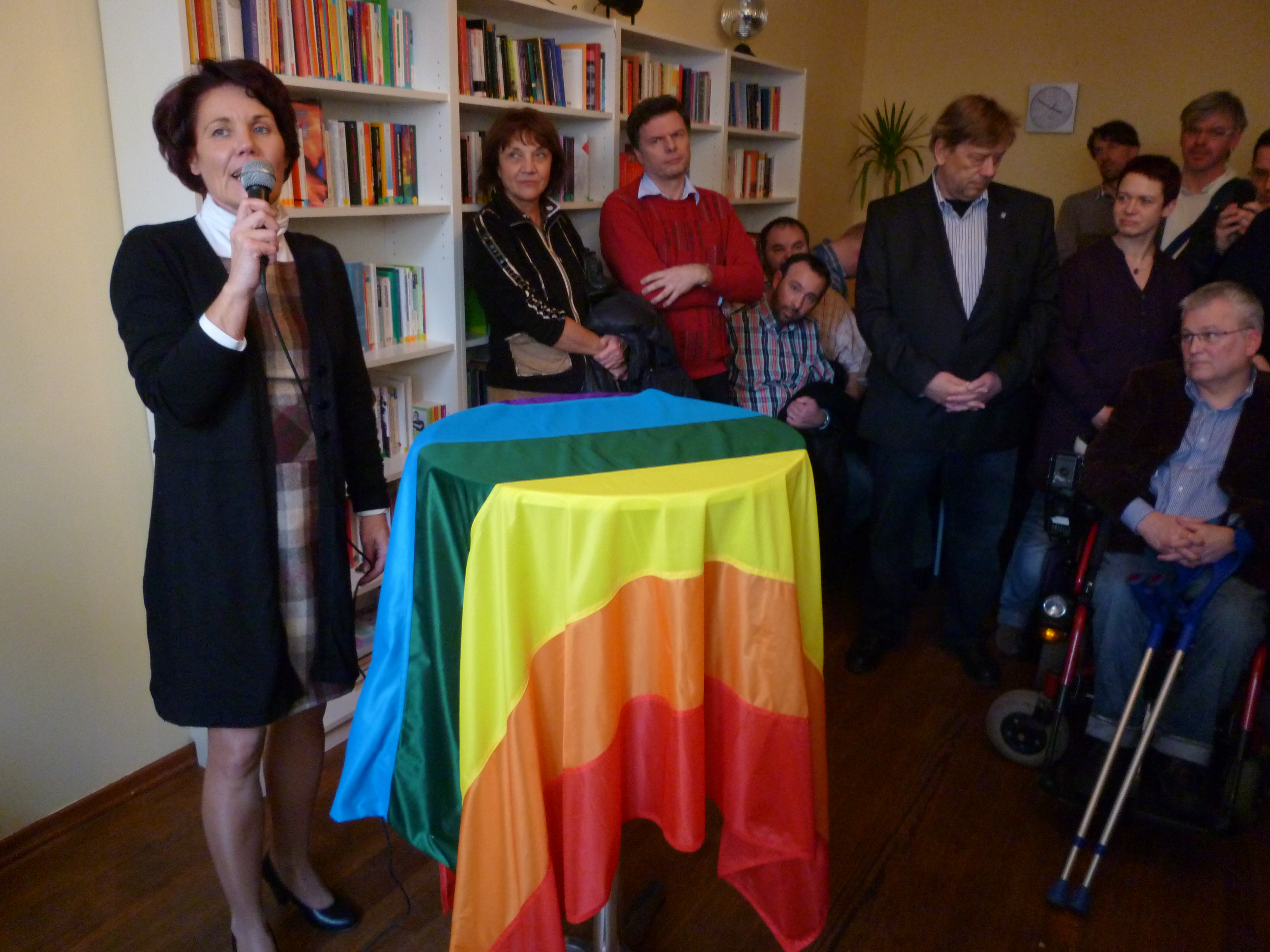
Doris Klawunde spricht anlässlich der Eröffnung des Andersraum

Doris Klawunde (* 1958 in Hannover) ist eine ehemalige deutsche Kommunal-Politikerin. Sie war seit 2001 ehrenamtliche stellvertretende Regionspräsidentin der Region Hannover, in der Regionsversammlung stellvertretende Fraktionsvorsitzende von Bündnis 90/Die Grünen, dessen gesundheits- und sozialpolitische Sprecherin sowie Vorsitzende des hannoverschen Regionsverbandes der Grünen.

## Leben
Doris Klawunde war von 1992 bis 2001 Mitglied im Rat der Stadt Lehrte, wo sie auch lebte. Die Unternehmerin und verwitwete Mutter von vier Kindern hatte von 1996 bis 2001 das Amt der stellvertretenden Bürgermeisterin der Stadt Lehrte inne und war gleichzeitig Mitglied im Kreistag des Landkreises Hannover. 2001 wurde sie Mitglied in der Regionsversammlung der Region Hannover und zu einer der stellvertretenden ehrenamtlichen Regionspräsidenten gewählt. Sie war  zudem stellvertretende Fraktionsvorsitzende von Bündnis 90/Die Grünen in der Regionsversammlung sowie deren gesundheits- und sozialpolitische Sprecherin.
2006 trat Doris Klawunde für ihre Partei zur Wahl des Regionspräsidenten der Region Hannover an. Als ihre wichtigsten Ziele nannte sie „die Schaffung einer familienfreundlichen Region, die Bekämpfung der Arbeitslosigkeit, mehr Klimaschutz und eine regionale Gesundheitsversorgung für alle“.
2008 trat sie im Wahlkreis Lehrte für die Wahl zum Niedersächsischen Landtag an
Im Februar 2012 wurde Doris Klawunde gemeinsam mit dem niedersächsischen Landtagsabgeordneten Enno Hagenah zur Vorsitzenden des hannoverschen Regionsverbandes der Grünen gewählt.
Aus persönlichen Gründen legte Klawunde am 19. Juni 2017 ihre politischen Ämter nieder.

## Ehrungen
Regionspräsident Hauke Jagau ehrte die ehemalige Regionsabgeordnete für ihr langjähriges ehrenamtliches Engagement am 13. September 2017 mit der Verleihung der Ehrennadel der Region Hannover in Gold.